# Голмс та Ватсон
Голмс та Ватсон (англ. Holmes & Watson) — американський комедійний фільм 2018 режисера Ітана Коена, що пародіює твори Артура Конана Дойла про Шерлока Голмса та Джона Ватсона. Трейлер стрічки вийшов 28 вересня 2018 року, прем'єра у США відбулася 25 грудня 2018 року. Стрічка була номінована на шість анти-премій «Золота малина» 2019 року, в чотирьох з яких перемогла (за найгірший фільм, за найгіршу режисуру, за найгіршу чоловічу роль другого плану та за найгірший приквел, сиквел, римейк чи плагіат).

## Синопсис
Англія Вікторіанської епохи. Шерлоку Холмсу та Джону Ватсону потрібно розкрити справу про вбивство у Букінгемському палаці. У їх розпорядженні всього кілька днів, адже наступною жертвою повинна стати сама королева. За злочинним планом ховається кримінальний геній — професор Моріарті.

## У ролях

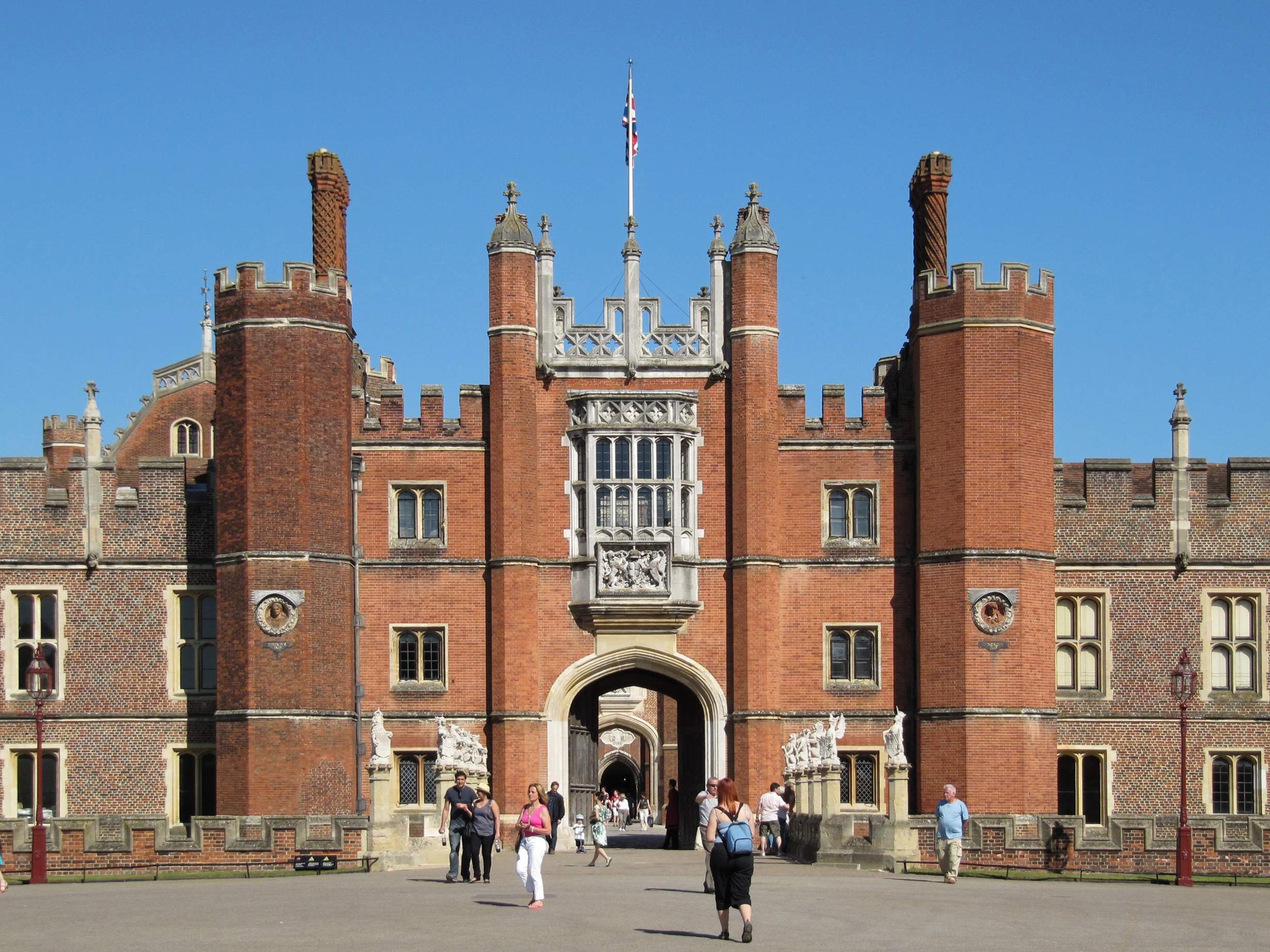
Палац Гемптон-корт

| Актор                 | Роль                                   |
| --------------------- | -------------------------------------- |
| Вілл Ферелл           | Шерлок Голмс                           |
| Джон Рейлі            | Джон Геміш Ватсон                      |
| Ребекка Голл          | Грейс Гарт                             |
| Лорен Лепкус          | Міллісент                              |
| Рейф Файнз            | професор Моріарті                      |
| Г'ю Лорі              | Майкрофт Холмс                         |
| Пем Ферріс            | королева Вікторія                      |
| Роб Брайдон           | інспектор Лестрейд                     |
| Белла Рамзі           | Флотсем, безпритульний                 |
| Стів Куґан            | Густав Клінґер, однорукий татуювальник |
| Біллі Зейн            | пасажир з «Титаніка»                   |
| Келлі Макдональд      | місіс Роуз Гадсон                      |
| Брон Стровмен         | Браун, силач                           |
| Ноа Джуп              | Доксі                                  |
| Лора Стівлі           | мати Шерлока                           |
| Гектор Бейтман-Гарден | Шерлок у юності                        |
| Коді-Лі Істік         | Ватсон у юності                        |
| Брюс Баффер           | камео                                  |
| Майкл Баффер          | камео                                  |

## Виробництво
Фільмування стрічки розпочалось у Великій Британії на початку грудня 2016 року в студії «Shepperton» у західній частині Лондона. У лютому 2017 року творча група продовжила працювати над стрічкою у Гемптон-корт, колишній заміській резиденції англійських королів. Стрічку фільмували також у музеї парових двигунів Крептон-Парку на околиці Лондона, на фермі Ларедо у передмісті Кента.

## Критика
Стрічка отримала вкрай низькі оцінки кінокритиків. Так на сайті «Rotten Tomatoes» у неї 10% позитивних рецензій на основі 69 відгуків з середньою оцінкою 3 із 10. На сайті «Metacritic» — 24 бали зі 100 на основі 23 рецензій. Глядачі також сприйняли фільм погано: деякі рецензенти відзначали, що ряд глядачів залишали кінозали до закінчення перегляду.

## Реліз
Показ стрічки був запланований на 3 серпня 2018 року, але у серпні 2017 року він був перенесений на 9 листопада 2018. Згодом перенесли на 21 грудня 2018 року. Врешті реліз фільму вийшов 25 грудня 2018 року.
За даними «Deadline Hollywood», результати попередніх переглядів фільму були настільки низькими, що «Sony» намагалася продати свої права на стрічку «Netflix», але без успіху.

## Касові збори
Стрічка зібрала 30,6 млн. $ у США та Канаді. У всьому світу стрічка загалом зібрала 41,9 млн. $.

## Нагороди
| Премія          | Дата церемонії | Номінація                                    | Номінант (и)                                                | Результат |
| --------------- | -------------- | -------------------------------------------- | ----------------------------------------------------------- | --------- |
| «Золота малина» | 23 лютого 2019 | Найгірший фільм                              | Вілл Ферелл, Адам Маккей, Джиммі Міллер та Клейтон Таунсенд | Перемога  |
| «Золота малина» | 23 лютого 2019 | Найгірша режисура                            | Ітан Коен                                                   | Перемога  |
| «Золота малина» | 23 лютого 2019 | Найгірший актор                              | Вілл Ферелл                                                 | Номінація |
| «Золота малина» | 23 лютого 2019 | Найгірший акторський дует                    | Вілл Ферелл та Джон Рейлі                                   | Номінація |
| «Золота малина» | 23 лютого 2019 | Найгірша чоловіча роль другого плану         | Джон Рейлі                                                  | Перемога  |
| «Золота малина» | 23 лютого 2019 | Найгірший приквел, сиквел, римейк чи плагіат | Найгірший приквел, сиквел, римейк чи плагіат                | Перемога  |